# Parys (wieś)
Parys (niem. Paaris) – wieś w Polsce położona w województwie warmińsko-mazurskim, w powiecie kętrzyńskim, w gminie Korsze. W latach 1975–1998 miejscowość administracyjnie należała do województwa olsztyńskiego. Wieś jest siedzibą sołectwa, w skład którego oprócz Parysa wchodzą jeszcze wsie: Pomnik, Wiklewo i przysiółek Wiklewko.
Położona jest przy trasie kolejowej Korsze – Skandawa. Przez wieś przebiega droga wojewódzka nr 590. Od 2015 roku wzdłuż tej drogi przez miejscowość przebiega szlak rowerowy Green Velo, łączący w tym miejscu Sępopol i Korsze z Barcianami.

## Historia
Wieś lokowana była w 1370 r. na prawie chełmińskim. Obszar wsi wynosił 64 włóki, z których sześć przeznaczonych było dla sołtysa, a cztery na uposażenie parafii. Osadnicy byli zobowiązani do czynszu w wysokości pół grzywny i dwóch kur od włóki.
W roku 1913 w Parysie były dwa majątki ziemskie: Maxa Gemmela o powierzchni 162,5 ha i Julisa Köslinga o powierzchni 180 ha oraz trzeci majątek w przysiółku (niem. Paarishof) Paula Fehlauera, później przed 1945 Niemierskiego.
Budynek szkoły w Parysie wybudowany był w 1900 roku. Była to szkoła dwuklasowa w 1939 roku i czteroklasowa w 1970 roku.

## Kościół

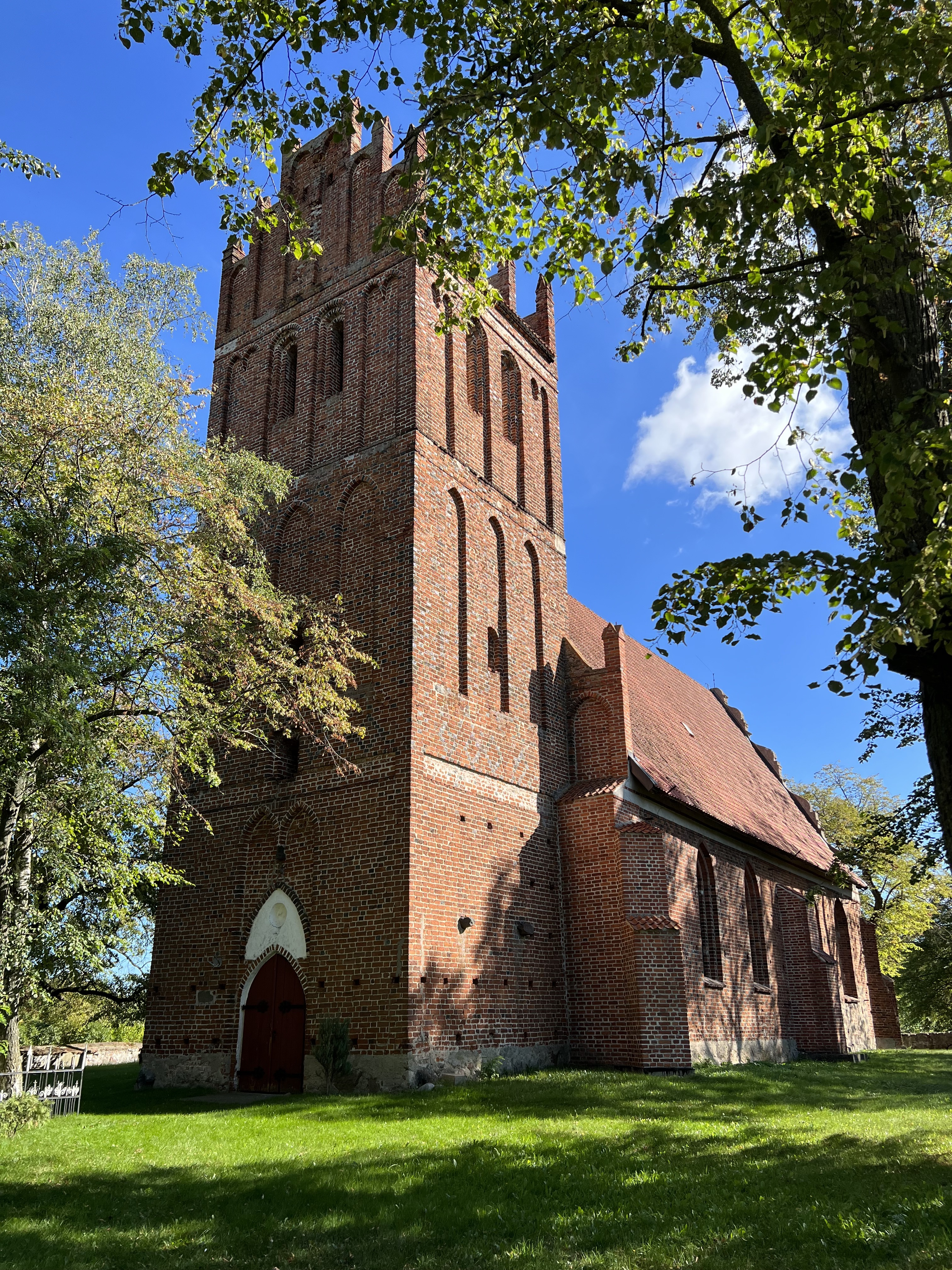
Kościół w Parysie

Parafia w Parysie przed reformacją należała do archiprezbiteratu w Sępopolu.
We wsi gotycki kościół z przełomu XIV i XV w., fasada wschodnia przebudowana w stylu barokowym w 1703, szczyty wolutowe. Barokowy ołtarz główny z roku 1703.
Kościół w Parysie jest kościołem filialnym parafii katolickiej w Korszach.

## Demografia
W roku 1817 w Parysie było 38 domów.
Liczba mieszkańców: w roku 1817 – 288 osób, w 1925 – 504, w 1939 – 459, w 1970 – 236, w 2016 – 183.